# Adam Napieralski
Adam Napieralski ps. Marian Firlej (ur. 12 października 1861 w Kluczewie, zm. 24 października 1928 w Karlowych Warach) – polski redaktor, polityk, poeta, powieściopisarz, działacz narodowy i społeczny. Wydawca pierwszej „gadzinówki”.

## Życiorys
Uczęszczał do Gimnazjum św. Marii Magdaleny w Poznaniu i gimnazjum w Śremie.
Po ukończeniu kursu księgarskiego w Lipsku zamieszkał w Barczewie, gdzie w połowie listopada 1886, jako wspólnik, założył pierwszą polską księgarnię, którą prowadził. Sprzedawał polskie książki religijne i świeckie, materiały piśmienne i dewocjonalia. 8 lutego 1887 księgarnię sprzedał Buchholzowi i wyjechał z Barczewa.
Pracował w redakcji „Pielgrzyma” w Pelplinie i „Orędownika” w Poznaniu. Był redaktorem bytomskiego „Katolika”. Walczył o utrzymanie języka polskiego i propagował kulturę polską. Przyczynił się do pobudzania tożsamości narodowej Polaków i Warmiaków. Wydawał „Dziennik Śląski” i rozprowadzał książki polskie. Pomagał finansowo innym redakcjom. Był autorem licznych powieści, opowiadań i poezji. Po rezygnacji z mandatu do Reichstagu przez Teofila Królika, 12 czerwca 1906 został posłem z okręgu bytomsko-tarnogórskiego z ramienia Polskiego Komitetu Wyborczego dla Śląska i zastępcą sekretarza Koła Polskiego. Nazwano go „królem polskiej prasy na Górnym Śląsku”.
W latach 1915–1918 wydawał w okupowanym przez państwa centralne Królestwie Polskim „Godzinę Polski”, reprezentującą ugodowy punkt widzenia wobec Cesarstwa Niemieckiego. Nazywana w Warszawie „Gadziną Polską”, gazeta dała początek pojęciu prasy gadzinowej.
Po roku 1918 był krytykowany przez radykalny obóz narodowo-polski za potajemne popieranie dążeń Związku Górnoślązaków do utworzenia niepodległego państwa górnośląskiego. 19 listopada 1922 został wybrany do sejmiku Prowincji Górnośląskiej w Niemczech i przewodniczył tam Kołu Polskiemu. W lipcu 1927 po sprzedaniu wydawnictwa osiedlił się w Polsce, gdzie kupił resztówkę Rudziczka koło Żor i zajął się gospodarstwem. Zmarł w czasie pobytu na kuracji.